# Time Machine (альбом Джо Сатриани)
Time Machine — пятый студийный альбом гитариста Джо Сатриани, выпущенный 13 октября 1993 на лейбле Relativity Records и переизданный в 1998 году лейблом Epic. Это двойной альбом и частично сборник: первый диск содержит подборку новых треков, ранее неизданные студийные записи и купюры, а второй диск состоит из концертных записей 1988 и 1992 годов.
Альбом достиг № 95 в американском Billboard 200 и оставался в чартах в течение восьми недель , а также достиг № 72 в Нидерландах и № 87 в Германии. Композиция «All Alone» была выпущена в качестве сингла, он достиг № 21 в чарте Billboard Mainstream Rock и номинировался за лучшее инструментальное рок-выступление на премии «Грэмми-1995», наряду с композицией «Speed of Light» — «Грэмми-1994»; песни Сатриани были в итоге пятой и шестой в номинациях. Time Machine был сертифицирован как золотой альбом 27 октября 1994.

## Обзор
Переиздание 1998 г. содержит подробные аннотации, историю создания песен обоих дисков. Пять треков были записаны во время сессий при записи альбома The Extremist (1992): «Crazy», «Banana Mango II», «Thinking of You», «Speed of Light» (последняя включена в саундтрек к фильму 1993 г. «Супербратья Марио») и «Baroque». Четыре других трека были ранее выпущены Сатриани в 1984 году на Joe Satriani (EP) — «Banana Mango», «Dreaming #11», «I Am Become Death» and «Saying Goodbye». Пятый трек с альбома, «Talk to Me», не был включен из-за повреждения мастер-ленты.

## Критический приём
Фил Картер из AllMusic дал Time Machine 4,5 звезды из пяти, назвав его «отличным двойным альбомом, содержащим самые разные примеры творчества Джо Сатриани — для всех, кто интересуется его музыкой» и что «данный набор записей представляет собой превосходный исходный пункт для новых поклонников и даст давним поклонникам что-то новое».

## Список композиций

### Первый диск
Слова и музыка всех песен — Джо Сатриани, если не указано иное.
| №                   | Название                                                            | Длительность |
| ------------------- | ------------------------------------------------------------------- | ------------ |
| 1.                  | «Time Machine»                                                      | 5:07         |
| 2.                  | «The Mighty Turtle Head»                                            | 5:12         |
| 3.                  | «All Alone» (Билли Холидей, Мэл Валдрон; аранжировка: Джо Сатриани) | 4:22         |
| 4.                  | «Banana Mango II»                                                   | 6:05         |
| 5.                  | «Thinking of You»                                                   | 3:57         |
| 6.                  | «Crazy»                                                             | 4:06         |
| 7.                  | «Speed of Light»                                                    | 5:14         |
| 8.                  | «Baroque»                                                           | 2:15         |
| 9.                  | «Dweller on the Threshold»                                          | 4:15         |
| 10.                 | «Banana Mango»                                                      | 2:44         |
| 11.                 | «Dreaming #11»                                                      | 3:37         |
| 12.                 | «I Am Become Death»                                                 | 3:56         |
| 13.                 | «Saying Goodbye»                                                    | 2:54         |
| 14.                 | «Woodstock Jam»                                                     | 16:07        |
| Общая длительность: | Общая длительность:                                                 | 69:51        |

### Второй диск
| №                   | Название                          | Длительность |
| ------------------- | --------------------------------- | ------------ |
| 1.                  | «Satch Boogie»                    | 3:58         |
| 2.                  | «Summer Song»                     | 6:01         |
| 3.                  | «Flying in a Blue Dream»          | 5:24         |
| 4.                  | «Cryin’»                          | 6:25         |
| 5.                  | «The Crush of Love»               | 5:40         |
| 6.                  | «Tears in the Rain»               | 1:58         |
| 7.                  | «Always with Me, Always with You» | 3:39         |
| 8.                  | «Big Bad Moon»                    | 5:23         |
| 9.                  | «Surfing with the Alien»          | 4:39         |
| 10.                 | «Rubina»                          | 6:44         |
| 11.                 | «Circles»                         | 4:14         |
| 12.                 | «Drum Solo»                       | 2:14         |
| 13.                 | «Lords of Karma»                  | 5:43         |
| 14.                 | «Echo»                            | 7:49         |
| Общая длительность: | Общая длительность:               | 69:51        |

## Персонал
- Джо Сатриани — вокал, гитары, клавишные, бас-гитара, губная гармоника, аранжировка (трек 3), продюсирование
- Фил Эшли — клавишные
- Том Костер[англ.] — орган
- Джонатан Мувер[англ.] — ударные, перкуссия
- Джефф Кампителли[англ.] — ударные, перкуссия, тарелка, Хай-хэт
- Саймон Филлипс — барабаны
- Грег Биссонетт[англ.] — барабаны
- Стюарт Хэмм — бас
- Мэтт Биссонетт[англ.] — бас
- Даг Уимбиш[англ.] — бас
- Джон Куниберти — звукоинженер, продюсер
- Костер Маккалистер — звукоинженер
- Нил Кинг — ассистент звукоинженера
- Барт Стивенс — ассистент звукоинженера
- Майкл Семаник[англ.] — ассистент звукоинженера
- Дэвид Планк — ассистент звукоинженера
- Дэн Босуорт — ассистент звукоинженера
- Кевин Скотт — ассистент звукоинженера
- Майкл Рейтер — ассистент звукоинженера
- Боб Людвиг — мастеринг
- Энди Джонс — продюсирование

## Позиции в чартах

### Альбом
| Год  | Чарт             | Позиция |
| ---- | ---------------- | ------- |
| 1993 | Голландский чарт | 72      |
| 1993 | Немецкий чарт    | 87      |
| 1993 | Billboard 200    | 95      |

### Синглы
| Год  | Название    | Чарт                      | Позиция |
| ---- | ----------- | ------------------------- | ------- |
| 1993 | «All Alone» | Billboard Mainstream Rock | 21      |

## Награды
| Мероприятие | Название         | Награда                                | Результат |
| ----------- | ---------------- | -------------------------------------- | --------- |
| 1994 Грэмми | «Speed of Light» | Лучшее инструментальное рок-исполнение | Номинация |
| 1995 Грэмми | «All Alone»      | Лучшее инструментальное рок-исполнение | Номинация |

## Сертификации
| Регион                                                      | Сертификация | Продажи  |
| ----------------------------------------------------------- | ------------ | -------- |
| Нидерланды (NVPI)                                           | Золотой      | 50 000^  |
| США (RIAA)                                                  | Золотой      | 500 000^ |
| ^ Данные о тиражах приведены только на основе сертификации. |              |          |